# شوسوكي يونيهارا
شوسوكي يونيهارا (باليابانية: 米原 秀亮) (مواليد 20 أبريل 1998)، هو لاعب كرة قدم كان يلعب كلاعب وسط.

## وصلات خارجية
- شوسوكي يونيهارا على موقع رابطة كرة القدم اليابانية للمحترفين (اليابانية)
- شوسوكي يونيهارا على موقع قاعدة بيانات كرة القدم.إي يو (الإنجليزية)
- شوسوكي يونيهارا على موقع Soccerway.com (الإنجليزية)
- شوسوكي يونيهارا على موقع عالم كرة القدم.نت (الإنجليزية)